# Гасперони, Федерико
Федерико Гасперони (итал. Federico Gasperoni, родился 10 сентября 1976) — сан-маринский футболист, играющий на позиции вратаря, и шоссейный велогонщик. Выступал за сборную Сан-Марино и провёл 41 игру за команду.

## Футбольная карьера
Гасперони выступал в 1998—2001 годах за клуб «Фольгоре/Фальчано», в составе которого выиграл чемпионат Сан-Марино (также дважды выходил в финал чемпионата, Кубка Титанов и Кубок УЕФА). Позже перешёл в клуб «Урбино», с которым выиграл региональное первенство Эччеленца в регионе Марке.
За сборную провёл 41 встречу с 1996 по 2005 годы и оставался незаменимым игроком. Первую игру провёл 9 октября 1996 года против Бельгии (0:3). Последнюю игру провёл 4 июня 2005 года против Боснии и Герцеговины, которую не доиграл из-за травмы и уступил место Микеле Чекколи в воротах (1:3). В 1997 году был вратарём сборной на Средиземноморских играх. В хронологическом порядке — третий в истории вратарь сборной (первым был Пьерлуиджи Бенедеттини, вторым — Стефано Муччоли).
25 апреля 2001 года в матче отборочного турнира к чемпионату мира в группе 6 сборная Сан-Марино сыграла в Риге сенсационно вничью против Латвии: встреча завершилась со счётом 1:1 благодаря голу Николы Альбани, а в конце матча Гасперони спас сборную, отразив несколько сложных ударов и не дав латышам вырвать победу.

### Достижения
- Чемпион Эччеленцы в регионе Марке: 2002/2003
- Лауреат премии Хрустальный мяч: 2004

## Велоспорт
Гасперони также занимается активно шоссейным велоспортом. В 2011 году на играх малых государств Европы он занял 15-е место в индивидуальной гонке и 24-е место в групповой гонке. В 2015 году стал чемпионом Сан-Марино в групповая гонка, а в 2017 году чемпионом игр малых государств Европы (проходивших в Сан-Марино) в групповой командной гонке.

### Достижения
2013
- 3-е место на чемпионате Сан-Марино — групповая гонка

2015
- Чемпион Сан-Марино — групповая гонка

2017
- Чемпион игр малых государств Европы — групповая командная гонка